# 123inkt.nl
123inkt.nl is een Nederlands e-commercebedrijf dat zich toelegt op de online verkoop van printerbenodigdheden zoals toners en inktpatronen. Het bedrijf is eigendom van Digital Revolution BV en telt circa 600 werknemers. Het Nederlandse hoofdkantoor is gevestigd in Nederhorst den Berg. Het bedrijf is ook actief onder de namen 123drukuj.pl in Polen en 123ink.ie in Ierland.

## Geschiedenis
In 1993 richtte Gerben Kreuning een handelsonderneming op onder de naam Handelsonderneming Kreuning. De onderneming was actief op het gebied van import en verkoop van diverse producten. Na twee jaar veranderde de oprichter de naam van het bedrijf in Digital Revolution BV en richtte zich specifiek op de verkoop van computerbenodigdheden op computerbeurzen in Nederland en België. Nadat dit succesvol bleek opende het bedrijf twee winkels op de Beverwijkse Bazaar.
Kreuning zag op deze bazaar hoe succesvol een collega-winkelier was met de verkoop van inktpatronen en mede door de snelle ontwikkelingen van de onlineverkopen via het internet besloot hij tot oprichting in 2000 van de webwinkel 123inkt.nl. Drie jaar later breidde het bedrijf uit naar België middels 123inkt.be. In hetzelfde jaar volgde ook de opening van nog eens twee winkels op de Beverwijkse Bazaar. In 2005 besloot Kreuning om de afdeling computeronderdelen onder te brengen in een zelfstandige organisatie, onder de naam De Computerwinkel. Later in 2013 en 2014 volgden uitbreidingen op het gebied van ledverlichting via 123led.nl, en accu's en batterijen via 123accu.nl.
Op 30 oktober 2023 nam 123inkt.nl Staples Benelux over, nadat Staples Nederland eerder die maand failliet was verklaard.